# Lucid Interval
Lucid Interval è il terzo album in studio del gruppo grindcore statunitense Cephalic Carnage, pubblicato nel 2002.

## Tracce
1. Scolopendra Cingulata – 1:35
2. Fortuitous Oddity – 0:44
3. Anthro Emesis – 6:21
4. The Isle of California – 1:21
5. Pseudo – 5:56
6. Friend of Mine – 0:08
7. Rebellion – 3:56
8. Zuno Gyakusatsu – 0:53
9. Black Metal Sabbath – 6:15
10. Cannabism – 0:45
11. Lucid Interval – 4:11
12. Misguided – 0:56
13. Redundant – 2:44
14. Arsonist Savior – 21:16 – Il brano "Arsonist Savior" dura 5:25. Dopo 7 minuti di silenzio, inizia una traccia nascosta.
15. Untitled – 0:36

## Formazione
- Lenzig Leal – voce
- Zac Joe – chitarra
- John Merryman – batteria
- Steve Goldberg – chitarra
- Jawsh Mullen – basso